# Filistatinella tohono
Espèce
Filistatinella tohono est une espèce d'araignées aranéomorphes de la famille des Filistatidae.

## Distribution
Cette espèce est endémique des États-Unis. Elle se rencontre au Texas, au Nouveau-Mexique et en Arizona.

## Description
Le mâle holotype mesure 1,8 mm et la femelle paratype 2,0 mm.

## Publication originale
- Jiménez & Palacios-Cardiel, 2012 : Filistatinella palaciosi sp. nov. (Araneidae: Filistatidae) de México. Dugesiana, vol. 19, p. 75-77 (texte intégral).